# Seznam obcí na Frýdlantsku
Seznam obcí na Frýdlantsku uvádí přehled všech měst a obcí ležících v oblasti Frýdlantska, které zaujímá plochu Frýdlantského výběžku v Libereckém kraji na severu České republiky.
| Obec                     | Znak                     | Obec s pověřeným obecním úřadem | Katastrální území        | Základní sídelní jednotka |
| ------------------------ | ------------------------ | ------------------------------- | ------------------------ | ------------------------- |
| Bílý Potok               |                          | Frýdlant                        | Bílý Potok pod Smrkem    | Bílý Potok                |
| Bulovka                  |                          | Frýdlant                        | Arnoltice u Bulovky      | Arnoltice                 |
| Bulovka                  | Bulovka                  | Frýdlant                        | Bulovka                  |                           |
| Bulovka                  | Dolní Oldřiš             | Frýdlant                        | Dolní Oldřiš             |                           |
| Černousy                 |                          | Frýdlant                        | Boleslav                 | Boleslav                  |
| Černousy                 | Černousy                 | Frýdlant                        | Černousy                 |                           |
| Černousy                 | Černousy                 | Frýdlant                        | Černousy – u nádraží     |                           |
| Černousy                 | Ves                      | Frýdlant                        | Ves                      |                           |
| Dětřichov                |                          | Frýdlant                        | Dětřichov u Frýdlantu    | Dětřichov                 |
| Dolní Řasnice            |                          | Frýdlant                        | Dolní Řasnice            | Dolní Řasnice             |
| Frýdlant                 |                          | Frýdlant                        | Albrechtice u Frýdlantu  | Albrechtice u Frýdlantu   |
| Frýdlant                 | Filipov                  | Frýdlant                        | Albrechtice u Frýdlantu  |                           |
| Frýdlant                 | Frýdlant                 | Frýdlant                        | Dolní Větrov             |                           |
| Frýdlant                 | Frýdlant                 | Frýdlant                        | Frýdlant – střed         |                           |
| Frýdlant                 | Frýdlant                 | Frýdlant                        | Fügnerova                |                           |
| Frýdlant                 | Frýdlant                 | Frýdlant                        | Hág                      |                           |
| Frýdlant                 | Frýdlant                 | Frýdlant                        | Harta                    |                           |
| Frýdlant                 | Frýdlant                 | Frýdlant                        | Horní Větrov             |                           |
| Frýdlant                 | Frýdlant                 | Frýdlant                        | Pod Špičákem             |                           |
| Frýdlant                 | Frýdlant                 | Frýdlant                        | Předměstí                |                           |
| Frýdlant                 | Frýdlant                 | Frýdlant                        | Supí vrch                |                           |
| Frýdlant                 | Frýdlant                 | Frýdlant                        | U nádraží                |                           |
| Frýdlant                 | Frýdlant                 | Frýdlant                        | U nemocnice              |                           |
| Frýdlant                 | Frýdlant                 | Frýdlant                        | U Smědé                  |                           |
| Frýdlant                 | Frýdlant                 | Frýdlant                        | U zámku                  |                           |
| Frýdlant                 | Frýdlant                 | Frýdlant                        | Údolí                    |                           |
| Frýdlant                 | Frýdlant                 | Frýdlant                        | Zátiší                   |                           |
| Habartice                |                          | Frýdlant                        | Habartice u Frýdlantu    | Habartice                 |
| Habartice                | Háj u Habartic           | Frýdlant                        | Háj                      |                           |
| Hejnice                  |                          | Frýdlant                        | Hejnice                  | Ferdinandov               |
| Hejnice                  | Hejnice                  | Frýdlant                        | Hejnice                  |                           |
| Heřmanice                |                          | Frýdlant                        | Heřmanice u Frýdlantu    | Heřmanice                 |
| Heřmanice                | Kristiánov               | Frýdlant                        | Kristiánov               |                           |
| Heřmanice                | Kristiánov               | Frýdlant                        | Vysoký                   |                           |
| Horní Řasnice            |                          | Frýdlant                        | Horní Řasnice            | Horní Řasnice             |
| Horní Řasnice            | Srbská                   | Frýdlant                        | Srbská                   |                           |
| Jindřichovice pod Smrkem |                          | Nové Město pod Smrkem           | Dětřichovec              | Dětřichovec               |
| Jindřichovice pod Smrkem | Jindřichovice pod Smrkem | Nové Město pod Smrkem           | Jindřichovice pod Smrkem |                           |
| Krásný Les               |                          | Frýdlant                        | Krásný Les u Frýdlantu   | Krásný Les                |
| Kunratice                |                          | Frýdlant                        | Kunratice u Frýdlantu    | Kunratice                 |
| Lázně Libverda           |                          | Nové Město pod Smrkem           | Lázně Libverda           | Lázně Libverda            |
| Nové Město pod Smrkem    |                          | Nové Město pod Smrkem           | Hajniště pod Smrkem      | Hajniště                  |
| Nové Město pod Smrkem    | Podlesí                  | Nové Město pod Smrkem           | Hajniště pod Smrkem      |                           |
| Nové Město pod Smrkem    | Ludvíkov pod Smrkem      | Nové Město pod Smrkem           | Ludvíkov pod Smrkem      |                           |
| Nové Město pod Smrkem    | Ludvíkov pod Smrkem      | Nové Město pod Smrkem           | Přebytek                 |                           |
| Nové Město pod Smrkem    | Nové Město pod Smrkem    | Nové Město pod Smrkem           | Nové Město pod Smrkem    |                           |
| Pertoltice               |                          | Frýdlant                        | Dolní Pertoltice         | Dolní Pertoltice          |
| Pertoltice               | Horní Pertoltice         | Frýdlant                        | Horní Pertoltice         |                           |
| Raspenava                |                          | Frýdlant                        | Raspenava                | Peklo                     |
| Raspenava                | Raspenava                | Frýdlant                        | Raspenava                |                           |
| Višňová                  |                          | Frýdlant                        | Andělka                  | Andělka                   |
| Višňová                  | Filipovka                | Frýdlant                        | Andělka                  |                           |
| Višňová                  | Loučná                   | Frýdlant                        | Andělka                  |                           |
| Višňová                  | Saň                      | Frýdlant                        | Andělka                  |                           |
| Višňová                  | Poustka u Frýdlantu      | Frýdlant                        | Poustka                  |                           |
| Višňová                  | Předlánce                | Frýdlant                        | Předlánce                |                           |
| Višňová                  | Víska u Frýdlantu        | Frýdlant                        | Víska                    |                           |
| Višňová                  | Višňová u Frýdlantu      | Frýdlant                        | Minkovice                |                           |
| Višňová                  | Višňová u Frýdlantu      | Frýdlant                        | Višňová                  |                           |